# Warmolt Alingh (1749-1834)
Warmolt Alingh (Gasselte, gedoopt 22 juni 1749 - aldaar, 28 november 1834) was een bestuurder van de Nederlandse provincie Drenthe.

## Leven en werk
Alingh, zoon van de schulte van Gasselte Jan Alingh en Roelofjen Huizingh, was een lid van een invloedrijke familie van schulten in Gasselte. De familie Alingh bezat in 1813 negen boerderijen in Gasselte. In 1832 was een deel hiervan nog in het bezit van Warmolt Alingh.
Alingh trouwde in 1782 met Jantien Rosingh van Dalerveen. Zijn oudere broers Hendrik Alingh (1726-1798) en Albert Alingh (1729-1810) waren schulte van respectievelijk Roden (van 1740-1791) en van het schulteambt Gasselte-Borger (van 1769-1810). Warmolt was onder meer vertegenwoordiger van het kerspel Gasselte op de Landsdag, ook vervulde hij van 1784 tot 1804 de functie van schatbeurder. Als schatbeurder was hij de plaatselijke belastingontvanger in het kerspel Gasselte-Borger. Hij was gedurende 20 jaar, van 1814 tot 1834, lid van Provinciale Staten van Drenthe. Zijn zoon Jan Alingh was de latere burgemeester van Borger en, evenals zijn vader, statenlid van Drenthe. Zijn kleinzoon en naamgenoot Warmolt Alingh was de latere gedeputeerde van de provincie Drenthe.
In de hervormde kerk van Assen bevindt zich een avondmaalsschenkkan uit 1791 met daarop zijn naam gegraveerd: W. Alingh, hopman van het Tweede Vaandel.